# モルナス
モルナス （Mornas）は、フランス、プロヴァンス＝アルプ＝コート・ダジュール地域圏、ヴォクリューズ県のコミューン。

## 地理
県北西部に位置する。

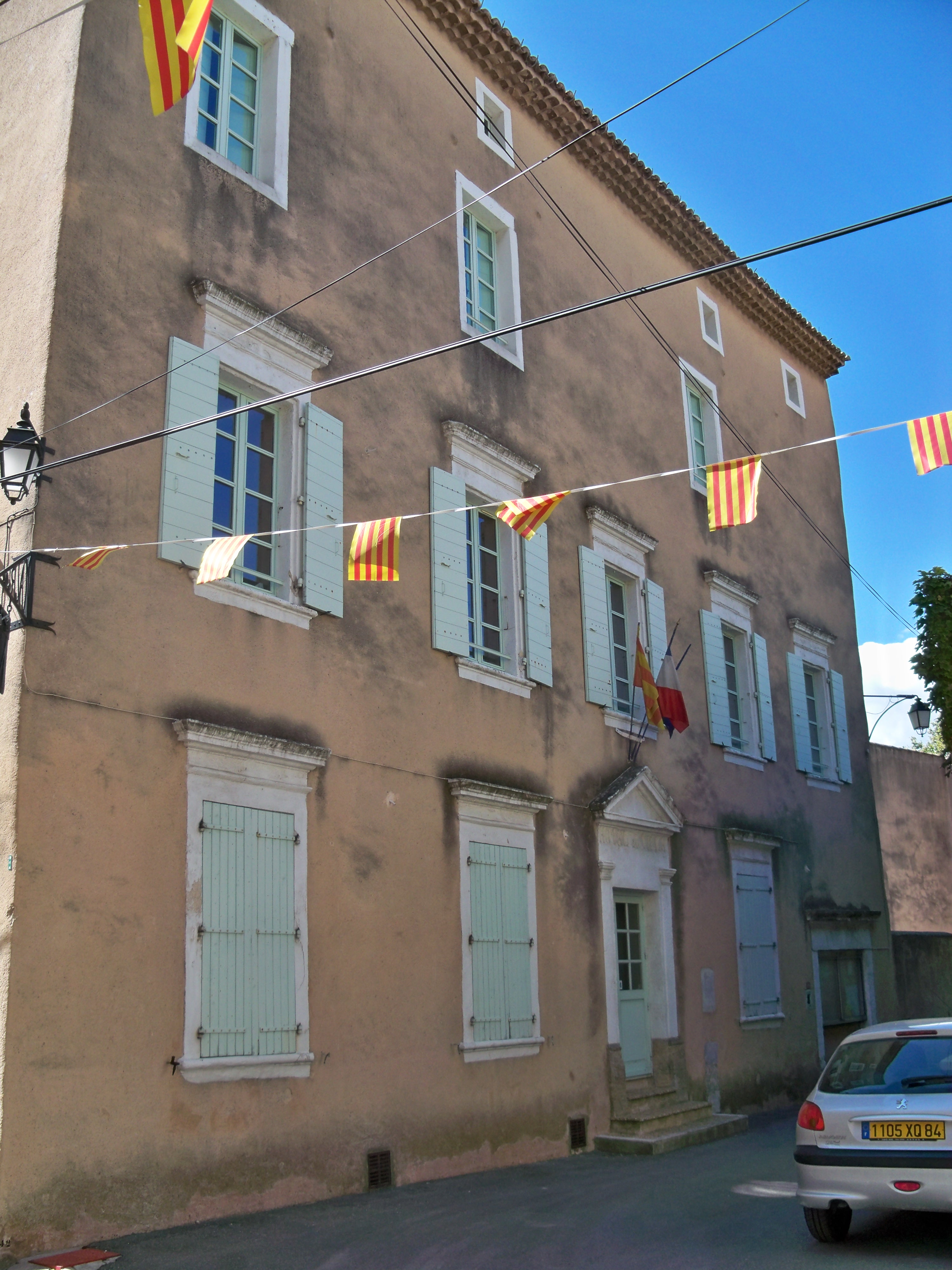
町役場

北でモンドラゴンと、東でユショーfr:Uchauxと、南でピオランfr:Piolencと、南西でサン＝テティエンヌ＝デ＝ソールfr:Saint-Étienne-des-Sortsと、西でヴェネジャンとそれぞれ接する。

## 人口統計
| 1962年 | 1968年 | 1975年 | 1982年 | 1990年 | 1999年 | 2006年 |
| ------ | ------ | ------ | ------ | ------ | ------ | ------ |
| 915    | 1103   | 1189   | 1737   | 2087   | 2209   | 2243   |

参照元:1968年以降INSEE